# Музеи Фёдора Михайловича Достоевского

Всего в мире существует восемь литературно-мемориальных музеев Фёдора Михайловича Достоевского. Шесть из них находятся в России, один — в Казахстане, и один — в Белоруссии.

## Россия
1. Музей-квартира Ф. М. Достоевского (филиал Государственного Литературного музея) — первый по времени создания музей Ф. М. Достоевского. Организован в 1927—1928 годах достоеведом В.С. Нечаевой, которая стала первым директором этого музея (открытие музея состоялось 10 ноября 1928 года). Расположен в Москве, в доме, где Ф. М. Достоевский родился и провёл первые пятнадцать лет своей жизни.
2. Литературно-мемориальный музей Ф. М. Достоевского в Санкт-Петербурге (открыт 11 ноября 1971 года, в день 150-летия великого писателя).
3. Литературный музей имени Ф. М. Достоевского (Омск) был открыт 28 января 1983. Годы, проведённые в Омске: с 23 января по конец февраля 1850 г.; с 6 июля 1854 по 9 июля 1859 года.
4. Литературно-мемориальный музей Ф. М. Достоевского (Новокузнецк) (Кемеровская область). Музей был открыт в доме, который снимала первая жена Ф. М. Достоевского Мария Исаева.
5. Дом-музей Ф. М. Достоевского (филиал Новгородского государственного объединённого музея-заповедника) открыт в городе Старая Русса в здании, где семья Достоевских, начиная с 1872 года, проводила лето.
6. Музей-усадьба в деревне Даровое (отдел Государственного музея-заповедника «Зарайский кремль») находится в подмосковной усадьбе родителей Ф. М. Достоевского, где в детстве он проводил лето.

В 2000 году в Санкт-Петербурге при поддержке института «Открытое общество» был проведён семинар под названием «Семь музеев Достоевского» и издан буклет, дающий краткую информацию обо всех российских музеях великого русского писателя.
Кроме этого, в Белоруссии, на родине предков писателя, существует:
7. Народный литературно-краеведческий музей  Достоевской средней школы имени Ф. М. Достоевского в агрогородке Достоево Ивановского района Брестской области Республика Беларусь. Перед зданием школы установлен памятник писателю.
14 июля 2018 года при поддержке Министерства культуры РФ и Международного банка реконструкции и развития по проекту «Сохранение и использование культурного наследия в России»
в городе Старая Русса открылся музей романа «Братья Карамазовы», экспозиция которого разместилась в историческом двухэтажном особняке, которым в 1880 – 1890 годах владел старорусский купец Н. Т. Беклемишевский.